# Deval Patrick
 (octobre 2018).
Si vous disposez d'ouvrages ou d'articles de référence ou si vous connaissez des sites web de qualité traitant du thème abordé ici, merci de compléter l'article en donnant les références utiles à sa vérifiabilité et en les liant à la section « Notes et références ».
Ne doit pas être confondu avec Patrick Deval.
Pour les articles homonymes, voir Patrick.
Deval Patrick, de son nom complet Deval Laurdine Patrick, né le 31 juillet 1956 à Chicago, dans l'État de l'Illinois, aux États-Unis, est un avocat, homme d'affaires et homme politique américain, membre du Parti démocrate et gouverneur du Massachusetts de 2007 à 2015.
Il se présente aux primaires du Parti démocrate pour l’élection présidentielle de 2020.

## Biographie

### Enfance et études
Deval Patrick naît dans une famille afro-américaine de condition modeste du South Side de Chicago. Son père, Pat Patrick, est alors un musicien de jazz.
Très bon élève à l'école, il est admis en tant que membre d'une minorité de couleur au potentiel prometteur à la Milton Academy, dans le Massachusetts. Diplômé de l'université Harvard en 1978, il passe ensuite une année à travailler en Afrique pour le compte des Nations unies. À son retour, il s'engage dans des études à la faculté de droit de Harvard.

### Carrière dans le secteur privé
Diplômé, il travaille alors à la Cour d'appel fédérale pour le neuvième circuit au côté du juge Stephen Reinhardt. Il devient ensuite avocat pour la National Association for the Advancement of Colored People (NAACP). C'est à cette époque qu'il rencontre le gouverneur de l'Arkansas, Bill Clinton, alors poursuivi par la NAACP en tant que gouverneur.
En 1986, Deval Patrick rejoint Hill and Barlow, un cabinet juridique de Boston, dont il devient associé en 1990. Il continue pourtant parallèlement et bénévolement à défendre des cas pour le compte de la NAACP.
Il devient en 1997 avocat du groupe pétrolier Texaco dans le procès intenté par l’Équateur à la suite des gigantesques pollutions commises par la compagnie dans l’Amazonie. Il rejoint ensuite Ameriquest, le plus gros pourvoyeur de prêts immobiliers subprimes à l’origine de la crise financière de 2008, avant de devenir le PDG de Bain Capital, un fonds d’investissement vautour appartenant à Mitt Romney. 
Pour le HuffPost, il incarne « la quintessence de l’avocat d’affaires mouillé dans les pires schémas de corruption des élites américaines ».

### Présidence de Bill Clinton
En 1994, le président Bill Clinton nomme Deval Patrick procureur général assistant aux droits civiques. Il est alors affublé du sobriquet de Roi des quotas par Clint Bolick lors de la procédure de confirmation de sa nomination. Patrick joue également à cette époque un rôle de conseiller juridique en Afrique du Sud, où il participe à la création des lois les plus progressistes au monde sur les droits civiques[réf. nécessaire].
En 1997, Patrick quitte l'administration Clinton et revient à Boston rejoindre le cabinet Day, Berry & Howard. Il est ensuite conseiller juridique de Texaco puis de 1999 à 2004, vice-président exécutif et conseiller de la compagnie Coca-Cola à Atlanta et New York.
En 2004, il démissionne et revient dans le Massachusetts, après le refus de Coca-Cola d'enquêter sur des allégations de violences commises contre ses travailleurs en Colombie. Néanmoins, il est de nouveau recruté comme consultant par Coca-Cola peu de temps après. Il est en outre nommé au conseil d'administration de Ameriquest ; il en démissionne en juillet 2006.
Il est très critiqué pour sa conception communautariste et radicale de la discrimination positive qui le conduit, lorsqu'il travaille pour la cour d'appel, à soutenir le principe du renvoi d'un professeur blanc de niveau troisième cycle au lieu d'un professeur noir de niveau bac, avec pour seul considération le respect des quotas (affaire Piscataway v. Taxman). Il a également été mis en cause pour ses revirements à propos de Coca-Cola. Après avoir dénoncé des violations des droits de l'homme envers les salariés en Colombie, il a démissionné de la compagnie, puis a de nouveau été embauché par celle-ci. Son action sur ce sujet a été considérée comme largement insuffisante au vu de ses capacités.

### Gouverneur du Massachusetts
Le 19 septembre 2006, Deval Patrick reçoit officiellement l'investiture du Parti démocrate pour être son candidat au poste de gouverneur du Massachusetts, après s'être imposé lors des primaires face à Chris Gabrieli et Tom Reilly.
Lors des élections de 2006, il est facilement élu avec 56 % des voix face au lieutenant-gouverneur sortant Kerry Healey (35 %), au candidat indépendant Christy Mihos et à la candidate écologiste Grace Ross. Il devient alors le premier gouverneur démocrate du Massachusetts depuis 1991 et le premier gouverneur noir de cet État. Le 2 novembre 2010, il est réélu en obtenant 48,4 % des voix devant le candidat républicain Charlie Baker. En novembre 2014, ce dernier est finalement élu gouverneur et succède à Deval Patrick le 8 janvier 2015.

### Vie privée
Deval Patrick est marié à Diane Bemus, une avocate en droit du travail. Ils ont ensemble deux filles.

### Primaires présidentielles démocrates de 2020
Le 14 novembre 2019, il annonce sa candidature à l'investiture du Parti démocrate pour l’élection présidentielle américaine de 2020.
Il se place sur l'aile modérée du parti, défendant des idées proches de celles de Joe Biden ou de Pete Buttigieg. Financé par un comité d'action politique ayant levé plusieurs millions depuis 2018, notamment grâce au milliardaire Dan Fireman, il diffuse de nombreux spots publicitaires attaquant les candidats situés sur l'aile gauche du part (Bernie Sanders et Elizabeth Warren).
Il se retire de la course après la primaire du New Hampshire où obtient 0,4 % des suffrages exprimés.

## Positions politiques
Deval Patrick est un opposant à la peine de mort et est favorable aux recherches sur les cellules souches.

## Dans la culture populaire
Il est incarné par Michael Beach dans le film Traque à Boston de Peter Berg.

## Distinctions
- 2015 : Doctorat honoris causa de l'Université Harvard[4]